# کامیلا مندس
کمیلا  مندس   (انگلیسی: Camila Mendes؛ زادهٔ ۲۹ ژوئن ۱۹۹۴) هنرپیشه اهل ایالات متحده آمریکا است. وی از سال ۲۰۱۷ میلادی تاکنون مشغول فعالیت بوده‌است.
از فیلم‌ها یا برنامه‌های تلویزیونی که وی در آن نقش داشته‌است می‌توان به فیلم‌های ریوردیل، دریاچه کایوت، پالم اسپرینگز، دروغ خطرناک، انتقام بگیر، ارتقا یافته و موسیقی اشاره کرد.